# Грифштет
Грифштет (њем. Griefstedt) општина је у њемачкој савезној држави Тирингија. Једно је од 55 општинских средишта округа Земерда. Према процјени из 2010. у општини је живјело 309 становника. Посједује регионалну шифру (AGS) 16068015.

## Географски и демографски подаци
Грифштет се налази у савезној држави Тирингија у округу Земерда. Општина се налази на надморској висини од 136 метара. Површина општине износи 5,1 km². У самом мјесту је, према процјени из 2010. године, живјело 309 становника. Просјечна густина становништва износи 61 становника/km².